# Sumatrasånghöna
Sumatrasånghöna (Arborophila sumatrana) är en fågel i familjen fasanfåglar inom ordningen hönsfåglar.

## Utseende och läte
Sumatrasånghönan är en 28 cm lång, knubbig hönsfågel. Den är mestadels grå på huvudet, men brunare med mörka fläckar från panna till nacke och vit i en fläck på kinden. Ovansidan är brun med svartaktig bandning, på skapularer och vingtäckare kastanjebrunt med gråfärgade ytterfan. Strupen är gråvit, bröstet blågrått, mot buken vitaktig med svartvitbandade flanker. Runt det bruna ögat syns ett bart rödorange område. Näbben är svart, benen röda.
Lätena ska vara lika både vitmaskad sånghöna och bataksånghöna, en dubblerad vissling som ökar i ljudstyrka, ofta föregången av en serie lugnare och enklare visslingar. Det hörs ofta avges i duett, förmodligen av hane och hona.

## Utbredning och systematik
Fågeln förekommer i bergstrakter på centrala Sumatra. Den behandlas som monotypisk, det vill säga att den inte delas in i några underarter. Arten kategoriseras tidigare som underart till vitmaskad sånghöna (A. orientalis).

## Levnadssätt
Sumatrasånghönan hittas i bergsskogar från 500 till 2000 meters höjd. Inget är känt om vare sig föda eller häckningsbeteende.

## Status och hot
Arten har ett stort utbredningsområde, men tros minska i antal, dock inte tillräckligt kraftigt för att den ska betraktas som hotad. Internationella naturvårdsunionen IUCN listar därför arten som livskraftig (LC).